# Батищево (Вяземский район)
Бати́щево — деревня в Смоленской области России, в Вяземском районе. Население — 38 жителей (2007). Расположена в восточной части области в 6 км к югу от районного центра, у автодороги Р132 Вязьма — Калуга — Тула — Рязань. Входит в состав Кайдаковского сельского поселения.

## Экономика
В советское время в деревне располагался крупный щебёночный карьер, снабжавший Вяземский щебёночный завод (сейчас принадлежит ОАО «Российские железные дороги»).